# Mediapotamon angustipedum
Mediapotamon angustipedum is een krabbensoort uit de familie van de Potamidae. De wetenschappelijke naam van de soort is voor het eerst geldig gepubliceerd in 1982 door Dai & Song.